# William Sargant
William Walters Sargant (ur. 24 kwietnia 1907 w Londynie, zm. 27 sierpnia 1988) − kontrowersyjny brytyjski psychiatra, który zapisał się w historii jako propagator takich metod leczenia jak psychochirurgia, terapia głębokim snem, czy terapie wykorzystujące elektrowstrząsy i wstrząsy insulinowe. Sargant studiował medycynę w St John’s College na Uniwersytecie Cambridge i zdobywał kwalifikacje lekarskie w szpitalu St Mary’s Hospital w Londynie. Na przeszkodzie jego marzeniom o karierze lekarskiej stanęło tragiczne w skutkach badanie naukowe oraz załamanie nerwowe, po którym zainteresował się psychiatrią. Praktykę zawodową odbył pod okiem Edwarda Mapothera w szpitalu Maudsley Hospital, po czym w czasie II wojny światowej służył w Służbach Pogotowia Medycznego w Sutton. W 1948 r. objął stanowisko ordynatora oddziału medycyny psychologicznej w szpitalu St Thomas' Hospital w Londynie, gdzie pozostał do odejścia na emeryturę w 1972 r. (a także po odejściu na emeryturę). Leczył także pacjentów w innych szpitalach, otworzył dobrze prosperujący prywatny gabinet przy Harley Street, a także udzielał się jako psychiatra w mediach. Sargant był współautorem podręcznika poświęconego leczeniu metodami fizycznymi w psychiatrii, który doczekał się 5 wydań. Napisał wiele artykułów, które ukazały się w prasie medycznej i popularnej, a także autobiografię pt. Niespokojny umysł oraz książkę pt. Bitwa o umysł, w której omówił proces, w wyniku którego nasz umysł ulega wpływom innych. Mimo iż został zapamiętany jako jedno z najważniejszych nazwisk w brytyjskiej powojennej psychiatrii, jego zamiłowanie do kontrowersyjnych metod leczenia, takich jak szok insulinowy, czy terapia głębokim snem, a także niechęć do wszelkich form psychoterapii oraz opieranie się na dogmatach, a nie na dowodach klinicznych spowodowały, że do dziś pozostaje kontrowersyjną postacią, której prace są rzadko cytowane we współczesnych tekstach z dziedziny psychiatrii.

## Młodość i kariera lekarska
Sargant urodził się w Highgate w dużej, zamożnej rodzinie metodystów. Jego ojciec był maklerem w londyńskim City, zaś matka, Alice Walters, była córką metodystycznego pastora pochodzącego z rodziny zamożnych Walijskich browarników. Pięciu z jego wujów było kaznodziejami. Miał dwóch braci – Thomasa Sarganta, obrońcę praw człowieka i Normana Sarganta, biskupa Mysore, oraz pięć sióstr. Sargant uczęszczał do szkoły Leys School w Cambridge, następnie studiował medycynę w St John’s College na Uniwersytecie Cambridge. Nie był wybitnym studentem, ale za to grał w drużynie rugby St John’s College, był prezesem Towarzystwa Medycznego Uniwersytetu Cambridge i kolekcjonował autografy znanych postaci ze świata medycyny. Sargant otrzymał stypendium sportowe dla zawodników rugby, dzięki któremu mógł dokończyć swoją edukację medyczną w szpitalu St Mary’s Hospital. Jego ojciec stracił większość swoich pieniędzy w czasie Wielkiego Kryzysu pod koniec lat 20. XX wieku, jednak stypendium pozwoliło Sargantowi kontynuować studia medyczne Po zdobyciu kwalifikacji lekarskich pracował jako chirurg i lekarz w St Mary’s Hospital i wszystko wskazywało na to, że ma przed sobą wielką karierę lekarską. Jednak w 1934 roku – 4 lata po uzyskaniu uprawnień do wykonywania zawodu lekarza – załamanie nerwowe i pobyt w szpitalu psychiatrycznym pokrzyżowało jego plany. W późniejszych latach Sargant przypisywał ten okres depresji niezdiagnozowanej gruźlicy, jednak powodem jego załamania mogło być fiasko prowadzonych przez niego badań nad użyciem bardzo dużych dawek żelaza w leczeniu anemii złośliwej, które nie zostały dobrze przyjęte.
Po powrocie do zdrowia Sargant pracował jako zastępca lekarza w szpitalu Hanwell Hospital, a następnie przez pewien czas pomagał swemu szwagrowi w jego gabinecie lekarskim w Nottingham, kiedy wreszcie postanowił związać swoją karierę zawodową z psychiatrią. W 1935 r. Edward Mapother zaproponował mu posadę w szpitalu Maudsley Hospital. W swojej autobiografii Sargant pisał o zbieżności poglądów Mapothera z jego własnymi: „przyszłość leczenia psychiatrycznego leży w odkryciu prostych fizjologicznych metod leczenia, które mogłyby być stosowane równie szeroko jak w medycynie ogólnej”. Wkrótce po przybyciu do Maydsley Hospital Sargant zaangażował się w badania nad stosowaniem amfetaminy jako nowego leku na depresję. Sam ją zażywał przygotowując się do egzaminów z medycyny psychologicznej. W ciągu swego życia Sargant przyjmował całą gamę leków na depresję. Innym sposobem leczenia, który wprowadzono w Maudsley Hospital podczas pobytu w nim Sarganta, było leczenie wstrząsami insulinowymi.
W 1938 roku Sargant otrzymał roczne stypendium Fundacji Rockefellera na Wydziale Medycyny Harvard Medical School w Bostonie, w stanie Massachusetts, pod opieką profesora Stanleya Cobba. W czasie swojego pobytu w Bostonie prowadził eksperymenty nad hiperwentylacją i opracował teorię, według której różnica między osobami zdrowymi a neurotycznymi polega na tym, że osoby neurotyczne utraciły podatność na sugestie innych. W czasie wizyty w Waszyngtonie spotkał się z Walterem Freemanem oraz z trzema swoimi pacjentami, którzy przeszli zabiegi psychochirurgiczne. Mimo że ich wyniki nie były do końca pomyślne, Sargant postanowił wprowadzić takie zabiegi w Wielkiej Brytanii.

## II wojna światowa
Tuż po wybuchu drugiej wojny światowej w 1939 r. Sargant powrócił do Wielkiej Brytanii, gdzie dowiedział się, że Meudsley Hospital zastał ewakuowany i podzielony na dwie części – pierwszą część przeniesiono do Mill Hill School w północnym Londynie, natomiast drugą – do szpitala otwartego w starym przytułku w Belmont (gmina Sutton, Surrey). Sargant, a także H.J. Shorvon, Eliot Slater – dyrektor kliniczny, oraz Louis Minski – dyrektor szpitala, zostali przeniesieni do przytułku w Belmont – którego nazwę zmieniono na Służby Pogotowia Medycznego w Sutton (w 1953 roku nazwę szpitala ponownie zmieniono na Belmont). Szpital, w którym leczono pacjentów cywilnych oraz żołnierzy, podlegał zarówno Ministerstwu Zdrowia, jak Radzie Hrabstwa Londyn. Sargant wyraził swoją frustrację, kiedy doradcy medyczni Rady Hrabstwa Londyn próbowali ukrócić jego eksperymenty nad nowymi metodami leczenia, takimi jak terapia elektrowstrząsami i zabiegi psychochirurgiczne (zwane także leukotomią), jednak pisał, że „zazwyczaj w końcu udawało nam się dopiąć swego”. Pozwolono im na przykład na wykonywanie pojedynczych zabiegów psychochirurgicznych po uzyskaniu zgody doradców medycznych Rady. Kiedy nie wyrażali oni zgody na operację, Sargant obchodził zakaz wysyłając pacjentów do St George’s Hospital, gdzie operował ich Wylie McKissock (Eliot Slater tymczasowo sprawował tam funkcję ordynatora oddziału psychiatrii). Nazywał to „czynieniem dobra przez podstęp”. Jednak jego krytycy postrzegali go jako osobę o skrajnych poglądach, okrutną, nieodpowiedzialną i niechętnie słuchającą rad innych. Niektórzy byli zdania, że powoduje nim tłumiony gniew, nie zaś chęć niesienia pomocy innym. Do operacji, które niosły ze sobą znaczne ryzyko zgonu, zaburzeń osobowości, napadów padaczkowych i nietrzymania moczu, Sargant wybierał pacjentów neurotycznych, zwłaszcza dręczonych obsesyjnymi myślami. Po ewakuacji Dunkierki, do Służb Pogotowia Medycznego w Sutton trafiła znaczna liczba żołnierzy z urazami psychicznymi. Sargant rozwijał wówczas techniki abreakcji – pacjenci ponownie przeżywali traumatyczne doświadczenia z przeszłości pod wpływem barbituranów. W leczeniu wojskowych Sargant stosował także zmodyfikowaną terapię insulinową, terapię elektrowstrząsami oraz środki uspokajające. W czasie wojny Sargant i Eliot Slater napisali wspólnie podręcznik pt. Wstęp do fizycznych metod leczenia w psychiatrii, który doczekał się 5 wydań i został przetłumaczony na kilka języków. W 1940 r. Sargant poślubił Peggy Glen, którą poznał, kiedy pracowała jako wolontariuszka w laboratorium w Belmont. (Nie mieli dzieci).

## Szpital św. Tomasza

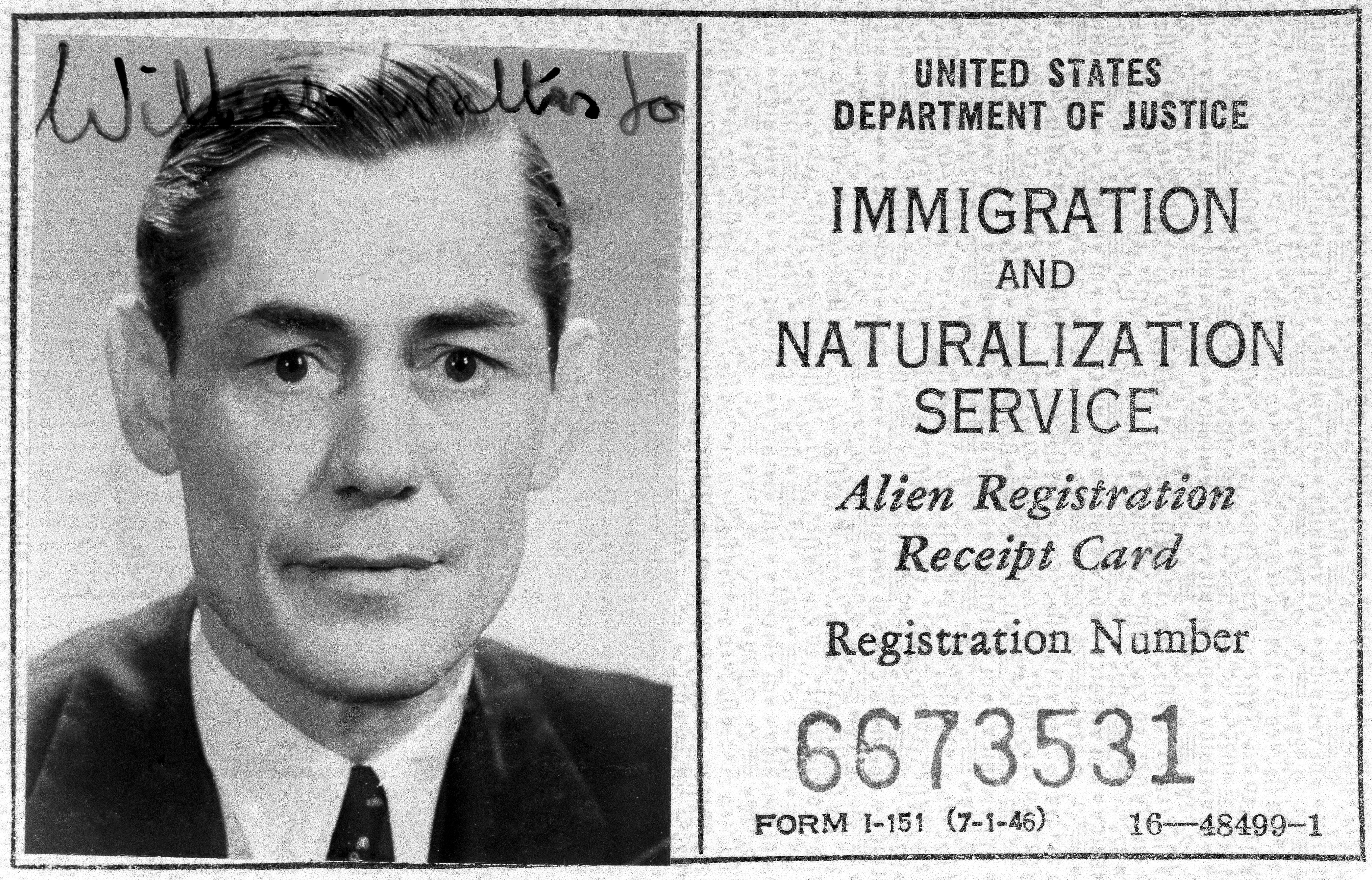
Amerykański dowód tożsamości (ID card) Williama Sarganta wydany w 1947 r.

Po wojnie Sargant nie mógł się zadomowić w Maudsley Hospital, który ponownie połączono w jedną całość, i ubiegał się (bez powodzenia) o pracę w innych miejscach. W 1947 r. zaproszono go na rok do Duke University (USA) w charakterze gościnnego wykładowcy psychiatrii. Powrócił do Anglii w sierpniu 1948 r., po tym, jak zaproponowano mu stanowisko naczelnika oddziału medycyny psychologicznej w St Thomas Hospital, szpitalu klinicznym w Londynie. Nowy oddział mieścił się wówczas w piwnicy i nie posiadał łóżek dla pacjentów, zaś studenci nie mieli obowiązku uczęszczania na wykłady z psychiatrii. Sargant pozostał w St Thomas Hospital przez resztę swego życia zawodowego i rozbudował oddział, przekształcając go w jednostkę szpitalno-naukowo-badawczą. Piwnicę odnowiono i przekształcono w oddział ambulatoryjny (na którym stosowano terapię elektrowstrząsami, zmodyfikowaną terapię insulinową, zastrzyki z metedryny, itp.), a w wyniku połączenia St Thomas Hospital z pobliskim szpitalem Royal Waterloo Hospital, Sargant zyskał oddział z 22 łóżkami dla pacjentów szpitalnych (na którym stosował terapię długotrwałą narkozą, zwaną także terapią głębokim snem). Praca Sarganta w St Thomas Hospital finansowana była ze środków Narodowej Służby Zdrowia, datków na rzecz St Thomas Hospital oraz darowizn od osób prywatnych.
W St Thomas Hospital, podobnie jak w Belmont Hospital, Sargant poddawał pacjentów łączonej terapii z zastosowaniem elektrowstrząsów, długotrwałej narkozy, śpiączki insulinowej i leków. W czasie przemówienia wygłoszonego w Leeds powiedział: „Od kilku lat stosujemy wydłużoną terapię głębokim snem w leczeniu ciężkich przypadków opornej depresji. W razie potrzeby możemy utrzymywać pacjentów w stanie śpiączki bądź głębokiego letargu nawet do 3 miesięcy. W czasie terapii snem stosujemy dodatkowo elektrowstrząsy i podajemy leki przeciwdepresyjne”. Sargant stosował narkozę (terapię snem), aby uniemożliwić sprzeciw pacjentom, którzy odmawiali poddania się elektrowstrząsom, a niekiedy stosował je bez ich wiedzy. W swoim standardowym podręczniku Wstęp do fizycznych metod leczenia w psychiatrii napisał: „Wielu pacjentów, którzy źle znoszą długotrwałą terapię elektrowstrząsami, jest w stanie się jej poddać, gdy złagodzi się ich obawy przez narkozę... Co najważniejsze, zwykle nie pamiętają oni potem ile trwała terapia ani ile elektrowstrząsów im zaaplikowano... Po 3 lub 4 zabiegach pacjenci czasem proszą o przerwanie terapii elektrowstrząsami ze względu na narastający strach przed kolejnymi zabiegami. Połączenie terapii elektrowstrząsowej z narkozą pozwala temu zapobiec...” Sargant zalecał także zwiększenie częstotliwości stosowania elektrowstrząsów w przypadku „opornych, obsesyjnych pacjentów” w celu wywołania efektu „terapeutycznej dezorientacji”, a także uniemożliwienia pacjentom wyrażania sprzeciwu. Stwierdził także, że „Utrzymując pacjenta w stanie uśpienia, można stosować najróżniejsze metody leczenia, w tym różnego rodzaju leki i elektrowstrząsy, których połączenie powoduje, że podczas narkozy następują znaczne utraty pamięci. Zazwyczaj pacjent nie wie wówczas ile czasu spał ani jakie rodzaje leczenie zastosowano, nawet, jeżeli były to elektrowstrząsy. Podczas snu ... można zastosować wiele fizycznych metod leczenia, koniecznych, ale często źle tolerowanych. Być może jesteśmy świadkami początku nowej, ekscytującej ery leczenia w psychiatrii, podobnej do tej, która nastąpiła po wprowadzeniu znieczulenia w chirurgii”.
Harry Bailey, australijski lekarz, którego zainspirowały metody Sarganta, zaczął stosować terapię głębokim snem w szpitalu Chelmsford Private Hospital w Sydney, w rezultacie doprowadzając do śmierci 26 pacjentów. Bailey i Sargant pozostawali w bliskim kontakcie i, jak się wydaje, rywalizowali ze sobą w tym, który z nich jest w stanie utrzymać pacjenta w stanie głębszej śpiączki. Umieralność wśród pacjentów Sarganta była niższa niż wśród pacjentów Baileya, głównie dzięki pielęgniarskim umiejętnościom „Słowików” (pielęgniarek z St Thomas Hospital). Każdemu uśpionemu pacjentowi przydzielano pielęgniarkę lub praktykantkę, która co 15 minut go kontrolowała, a co 6 godzin wybudzała, karmiła, myła i prowadziła do toalety. Niektóre pielęgniarki nie lubiły pracować na oddziale snu, jednak jedna z byłych sióstr oddziałowych broniła tej terapii, twierdząc, że „pacjenci byli zadowoleni, że im pomagano”. Doszło jednak do kilku zgonów.
Sargant był zdania, że każdy, kto cierpiał na problemy natury psychologicznej, powinien możliwie najszybciej zostać poddany intensywnemu leczeniu wszystkimi dostępnymi metodami – w połączeniu, jeżeli zajdzie taka potrzeba. Określał siebie jako „lekarza medycyny psychologicznej”. Do dostępnych metod leczenia, które Sargant określał mianem “nowoczesnego” lub „czynnego” leczenia, należały leki podawane w dużych dawkach (leki antydepresyjne, amfetaminy, barbiturany, środki uspokajające, neuroleptyki), terapia elektrowstrząsami, leczenie śpiączką insulinową, długotrwała narkoza oraz leukotomia. Niepowodzenia w leczeniu przypisywano „złej osobowości pacjenta” przed terapią (Sargant mawiał, że „nie da się uszyć jedwabnej torebki ze świńskiego ucha”.) Pacjentów, których leczenie się nie powiodło, wysyłano z St Thomas Hospital na oddziały szpitali psychiatrycznych.
Ponieważ Sargant nie był zatrudniony w St Thomas Hospital na pełny etat, mógł także leczyć pacjentów w innych szpitalach i otworzyć prywatny gabinet na Harley Street (który po jego śmierć wart był przeszło 750 000 £). Pisał także artykuły do prasy medycznej i popularnej, występował w programach telewizyjnych i opublikował autobiografię pt. „Niespokojny umysł” (1967). W latach 1956–57 był przewodniczącym sekcji psychiatrii Królewskiego Towarzystwa Medycznego (Royal Society of Medicine), był także założycielem Światowego Stowarzyszenia Psychiatrycznego (World Psychiatric Association). W 1973 r. został uhonorowany medalem i nagrodą Starkey’a przez Królweskie Towarzystwo Zdrowia (Royal Society of Health), w uznaniu jego pracy w dziedzinie zdrowia psychicznego.
Drugi atak gruźlicy i depresji w 1954 r. pozwolił Sargantowi znaleźć czas na dokończenie jego książki pt. Bitwa o umysł (dał mu także sposobność do rzucenia nałogu palenia, z którym walczył od 30 lat). Okres swojej rekonwalescencji spędził na Majorce, a Robert Graves pomógł mu przygotować jego książkę do druku. Bitwa o umysł, opublikowana w 1957 r., była jedną z pierwszych książek traktujących o psychologicznym mechanizmie indoktrynacji. O ile wspomniana książka często nazywana jest książką o „praniu mózgu”, a jej podtytuł brzmi fizjologia nawracania i indoktrynacji, Sargant podkreślał, że jego celem jest wyjaśnienie tych procesów, a nie namawianie do ich stosowania. W książce pisał głównie o zjawiskach związanych z religią, a zwłaszcza o nurcie chrześcijaństwa jakim jest metodyzm, podkreślając, że potrzebne są osoby, które odmieniają umysły innych, najpierw je pobudzając – jak to robił John Wesley, współtwórca kościoła Metodystów.
Sargant dopatrywał się związku między odkryciami Pawłowa, a sposobem, w jaki ludzie uczą się systemów wierzeń i je sobie przyswajają. Warunkowe wzorce zachowań można zmienić wywołując stres przekraczający odporność pasa na ten czynnik, w rezultacie doprowadzając go do załamania psychicznego. Ten sam efekt można osiągnąć stosując silne bodźce, dłuższe niż zazwyczaj okresy oczekiwania, naprzemienne stosowanie pozytywnych i negatywnych bodźców i zmianę stanu psychicznego psa, np. przez chorobę. W zależności od pierwotnej osobowości psa, może to doprowadzić do mocnego zakorzenienia się nowego systemu wierzeń. Sargant powiązał także odkrycia Pawłowa z mechanizmami indoktrynacji stosowanymi w religii i polityce.
Niektórzy z dawnych kolegów Sarganta wspominają go z podziwem. David Owen pracował jako podwładny Sarganta w St Thomas Hospital w latach sześćdziesiątych XX wieku, zanim oddał się karierze politycznej. Wspomina go jako „silną osobowość, wykazującą się lwią odwagą w leczeniu pacjentów” oraz „taką osobę, która staje się legendą”. Jednak inni, którzy woleli pozostać anonimowi, nazywali Sarganta „autokratą, zagrożeniem i nieudacznikiem” i mówili o „szkodach, które wyrządził”.
Także poszczególni pacjenci różnie wspominają swoje leczenie pod kierunkiem Sarganta. Pewien człowiek, który w latach sześćdziesiątych XX wieku leczył się na depresję w prywatnym gabinecie Sarganta na Harley Street, wspominał później „Willa” z czułością i szacunkiem. Co sześć miesięcy przychodził do niego na krótką konsultację, otrzymywał duże dawki leków i przeszedł terapię elektrowstrząsami; pamiętał, jak wielką ulgę poczuł, kiedy powiedziano mu, że jego depresja jest uwarunkowana chemicznie i genetycznie i nie da się jej wyleczyć siłą woli. Jednak pewna kobieta, którą w 1970 roku przyjęto do St Thomas’ Hospital z depresją poporodową i która w wyniku terapii z zastosowaniem narkozy i elektrowstrząsów częściowo utraciła pamięć, wspomina swoje doświadczenia ze złością.

## Program dokumentalny w Radiu BBC
1 kwietnia 2009 r. stacja radiowa BBC Radio 4 wyemitowała program dokumentalny zatytułowany Kim naprawdę był Władca Umysłów, opracowany i prowadzony przez Jamesa Mawa i poświęcony działalności Sarganta na Sali Snu w St Thomas’ Hospital. Wśród osób, które udzieliły wówczas wywiadu, znalazł się David Owen, dawny stażysta Sarganta, wielu pacjentów z St Thomas Hospital oraz osoby, które przeżyły eksperymenty w Porton Down, które stwierdziły, że leczenie prowadzone przez Sarganta zniszczyło im życie. Poruszono m.in. kwestię nagminnego łamania praw pacjenta w zakresie wyrażania zgody na leczenie, fakt, że Sargant przyznał w korespondencji z australijskim prawnikiem, że w wyniku stosowanej przez niego terapii głębokim snem kilku pacjentów zmarło oraz fakt, że wszystkie karty pacjentów z St Thomas’ Hospital oraz z powiązanych z nim ośrodków związane z działalnością Sarganta zostały zniszczone, co utrudniło lub wręcz uniemożliwiło pacjentom dochodzenie zadośćuczynienia w sądzie.

## MKULTRA
W ostatnich latach pisarz Gordon Thomas zasugerował, że eksperymenty nad terapią głębokim snem prowadzone przez Sarganta mogły być częścią tajnego programu CIA MKULTRA, który badał możliwości kontrolowania ludzkich umysłów. Donald Ewen Cameron prowadził podobne eksperymenty w Kanadzie, a w późniejszych latach wyszło na jaw, że jego działalność była częściowo finansowana przez CIA. Cameron często zasięgał rady Sarganta, a pewnego razu Sargant przesłał Cameronowi wiadomość o następującej treści: „Czegokolwiek byś nie zdziałał na tym polu, ja wymyśliłem to pierwszy”. W książkach poświęconych eksperymentom Camerona wspomina się, że dwaj psychiatrzy byli ze sobą w kontakcie. Mimo że Sargant pracował jako konsultant dla MI5, nie ma dowodów na to, że jego działalność związana ze stosowaniem przez niego terapii głębokim snem w St Thomas’ Hospital miała jakikolwiek związek z tajnymi służbami.

## Cytaty
"Co by się stało, gdyby [nowe formy leczenia psychiatrycznego metodami fizycznymi i chemicznymi] były dostępne już pięćset lat temu?... John Wesley, który przez lata cierpiał na depresję, zanim uznał koncepcję zbawienia przez wiarę, a nie przez dobre czyny, mógłby jej uniknąć i najzwyczajniej w świecie powrócić do swego ojca, pomagając mu jako wikariusz w Epworth, gdyby tylko poddał się leczeniu. Także Wilberforce mógłby wrócić na salony i uniknąć długiej walki z niewolniczym uzależnieniem od laudanum. Loyola i św. Franciszek mogliby kontynuować swoją karierę wojskową. A jeszcze wcześniej, być może sam Jezus Chrystus mógłby powrócić do swojego ciesielstwa po poddaniu się leczeniu psychiatrycznemu nowoczesnymi metodami”.
"Choć ludzie to nie psy, powinni z pokorą starać się pamiętać o tym, jak bardzo działanie ich mózgu przypomina działanie mózgu psa, zamiast chełpić się, że są półbogami. Ludzie są obdarzeni świadomością religijną i społeczną oraz rozumem, jednak z psychologicznego punktu widzenia wszystkie te zdolności związane są z mózgiem. Dlatego też nie należy nadużywać mózgu narzucając mu religijną lub polityczną mistyczną otoczkę, która zagłusza rozum, ani też ordynarny racjonalizm, który hamuje uczucia religijne” (p. 274).

## Książki napisane przez Williama Sarganta
- 1944 (with E Slater) An introduction to physical methods of treatment in psychiatry. Edinburgh: E & S Livingstone. 2nd edition (1948) Edinburgh: E & S Livingstone. 3rd edition (1954) Edinburgh: E & S Livingstone. 4th edition (1963) Edinburgh: Livingstone. 5th edition (1972) Edinburgh: Churchill Livingstone, ISBN 0-443-00868-X. Published in the US (1944) as An introduction to somatic methods of treatment in psychiatry. Baltimore: Williams and Wilkins
- 1957 Battle for the mind: a physiology of conversion and brainwashing. London: Heinemann. Reprinted in the US (1997) Battle for the mind: a physiology of conversion and brainwashing.Cambridge, MA: Malor Books, ISBN 1-883536-06-5
- 1967 The unquiet mind: the autobiography of a physician in psychological medicine. London: Heinemann
- 1973 The mind possessed: a physiology of possession, mysticism, and faith healing. London: Heinemann